# Тумбая (департамент)
Тумба́я  (исп. Tumbaya) — департамент на севере Аргентины, в составе провинции Жужуй.
Территория — 3442 км². По данным национального института статистики и переписи на 2010 год численность населения была 4658 против 4553 человек в 2001 году, что составило рост на 2,3%. Плотность населения — 1,35 чел./км².
Административный центр — Тумбая.

## География
Департамент расположен на юго-западе провинции Жужуй.
Департамент граничит:
- на севере — с департаментом Умауака
- на северо-востоке — с департаментом Тилькара
- на востоке — с департаментом Ледесма
- на юге — с департаментом Доктор-Мануэль-Бельграно
- на западе — с провинцией Сальта
- на северо-западе — с департаментом Кочинока

## Административное деление
Департамент включает 3 муниципалитета:
- Тумбая
- Пурмамарка
- Волькан

## Важнейшие населенные пункты
| № | Населённый пункт    | Населённый пункт (порт.) | Категория | Население чел. (2010) | На карте                        |
| - | ------------------- | ------------------------ | --------- | --------------------- | ------------------------------- |
| 1 | Волькан             | Volcán                   | город     | 1121                  | 23°55′02″ ю. ш. 65°27′55″ з. д. |
| 2 | Пурмамарка          | Purmamarca               | поселок   | 891                   | 23°44′47″ ю. ш. 65°29′56″ з. д. |
| 3 | Тумбая              | Tumbaya                  | поселок   | 428                   | 23°51′26″ ю. ш. 65°28′01″ з. д. |
| 4 | Эль-Морено          | El Moreno                | поселок   | 154                   | 23°51′14″ ю. ш. 65°49′55″ з. д. |
| 5 | Барсена             | Bárcena                  | поселок   | 139                   | 23°58′58″ ю. ш. 65°27′09″ з. д. |
| 6 | Пуэрта-де-Колорадос | Puerta de Colorados      | поселок   | 28                    | 23°34′01″ ю. ш. 65°41′49″ з. д. |